# Arxiu de Pel·lícules Coreanes
L'Arxiu de Pel·lícules Coreanes (en coreà 한국영상자료원) és una biblioteca estatal sud-coreana que recull les pel·lícules sud-coreanes. Fou fundada a Seül el 1974 com a organització sense ànim de lucre, el 1976 KOFA s'uní a la Federació Internacional d'Arxius de Pel·lícules (FIAF) com a observadora i el 1985 es convertí en membre.
L'exemplar més antic de pel·lícula coreana es trobà a l'Arxiu de Pel·lícules Coreanes.
El 2006 creà la base de dades en línia bibliogràfica de pel·lícules publicada en web Korean Movie Database.
El 2007 canvià de seu del Centre d'Arts de Seül (a Seoxo-dong) a la Ciutat de Mitjans Digitals a Sangam-dong.
El 2008 obrí el Museu de les Pel·lícules Coreanes, el qual va guanyar la categoria de museu nacional el 2015.
El 2010 obrí el tercer cinema amb col·laboració amb el Consell de Pel·lícules Coreà, a Sangam-dong, Seül.
El 2012 obrí un canal a Youtube, el Korean Classic Film Theater, on hi penja pel·lícules.
El 2013 signà un acord amb el Museu de Pel·lícules de Xangai per a col·laborar en la projecció i restauració de pel·lícules en conjunt. També signà un acord amb la Biblioteca d'Est Asiàtic de la Universitat de Colúmbia i el Centre per a la Història Coreana de la Universitat de Corea per a preservar pel·lícules de guerra coreanes de la Col·lecció de Pel·lícules de Theodore Richard Conant.
El 2014 començà a publicar una col·lecció de pel·lícules en Blu-ray.
El 2015 recuperà 94 títols d'entre el 1940 i 1980. Eixe any començà a restaurar pel·lícules passant-les al 4K de píxels de qualitat.
El 2016 obrí al públic un edifici, el Centre de Preservació de Paju.

## Entitats operades per l'Arxiu de Pel·lícules Coreanes
- Centre de Preservació de Paju[14]
- Korean Classic Film Theater (canal de Youtube)[8]
- Museu de les Pel·lícules Coreanes[6]
- Korean Movie Database[4]